# Barby (Sabaudia)
Barby – miejscowość i gmina we Francji, w regionie Owernia-Rodan-Alpy, w departamencie Sabaudia.
Według danych na rok 2016 gminę zamieszkiwało 3399 osób, a gęstość zaludnienia wynosiła 1371 osób/km² (wśród 114 gmin regionu Owernia-Rodan-Alpy Barby plasuje się na 286. miejscu pod względem liczby ludności, natomiast pod względem powierzchni na miejscu 1677 (regionu Rodan-Alpy).